# Yeo Jin-goo
Yeo Jin-goo (여진구?, 呂珍九?, Yeo Jin-guLR, Yŏ Jin'guMR; Seul, 13 agosto 1997) è un attore sudcoreano.

## Filmografia

### Cinema
- Sad Movie (새드무비), regia di Kwon Jong-kwan (2005)
- Sakwa (사과), regia di Kang Yi-kwan (2006)
- Yeuieomneun geotdeul (예의없는 것들), regia di Park Chul-hee (2006)
- Dance of the Dragon (댄스 오브 더 드래곤) (2007)
- Jalmosdoen mannam (잘못된 만남), regia di Jung Yeong-bae (2008)
- Seo-yang goldong yanggwajajeom antique (서양골동양과자점 엔티크), regia di Min Kyu-dong (2008)
- Ssanghwajeom (쌍화점?), regia di Yoo Ha (2008)
- Hwayi - Gwimuleul samkin ai (화이: 괴물을 삼킨 아이), regia di Jang Joon-hwan (2013)
- Baekpeuro (백프로), regia di Kim Myung-gyun (2014)
- Tazza - Shinui son (타짜 - 신의 손), regia di Kang Hyung-chul (2014)
- Nae simjang-eul sswara (내 심장을 쏴라), regia di Baek Seung-bin (2015)
- Seobujeonseon (서부전선), regia di Cheon Seong-il (2015)

### Televisione
- Saranghago sipda (사랑하고 싶다) – serie TV (2006)
- Yeon Gaesomun (연개소문) – serie TV (2006)
- Game-ui yeowang (게임의 여왕) – serie TV (2007)
- Iljimae (일지매) – serial TV (2008)
- Tazza (타짜) – serie TV (2008)
- Sikgaek (식객) – serie TV (2008)
- Sarangeun amuna hana (사랑은 아무나 하나) – serie TV (2009)
- Ja-myeong go (자명고) – serie TV (2009)
- Taeyangeul samkyeora (태양을 삼켜라) – serie TV (2009)
- Myeongga (명가) – serie TV (2010)
- Giant (자이언트) – serie TV (2010)
- Musa Baek Dong-soo (무사 백동수) – serie TV (2011)
- Ppuri gipeun namu (뿌리 깊은 나무) – serie TV (2011)
- Haereul pum-eun dal (해를 품은 달) – serie TV (2012)
- Bogosipda (보고싶다) – serie TV (2012)
- Gamjabyeol 2013QR3 (감자별 2013QR3) – serie TV (2013-2014)
- Orange Marmalade (오렌지 마말레이드) – serie TV (2015)
- Daebak (대박?) – serial TV (2016)
- Circle - I-eojin du segye (써클: 이어진 두 세계?) – serial TV (2017)
- Dasi mannan segye (다시 만난 세계?) – serial TV (2017)
- Wang-i doen namja (왕이 된 남자?) – serial TV (2019)
- Jeoldae geu-i (절대 그이?) – serial TV (2019)
- Hotel del Luna (호텔 델루나?) – serial TV (2019)
- Link: Eat, Love, Kill (링크: 먹고 사랑하라, 죽이게?, Ringkeu: Meokgo saranghara, jug-igeLR) – serie TV (2022)

### Programmi Televisivi
- Girls Planet 999: Girls' Saga (걸스플래닛 999: 소녀 대전) – presentatore – reality show (2021)

## Videografia
- 2012 – "I Need You", brano di K.Will
- 2014 – "Still in Love", brano di Baek Ji-young

## Riconoscimenti
| Anno | Premio                                    | Categoria                            | Opera nominata                 | Risultato       |
| ---- | ----------------------------------------- | ------------------------------------ | ------------------------------ | --------------- |
| 2008 | SBS Drama Awards                          | Miglior giovane attore               | Iljimae, Tajja, Sikgaek        | Vincitore/trice |
| 2012 | Baeksang Arts Awards                      | Miglior nuovo attore televisivo      | Haereul pum-eun dal            | Candidato/a     |
| 2012 | Mnet 20's Choice Awards                   | 20's Upcoming 20's                   |                                | Vincitore/trice |
| 2012 | Pierson Movie Festival                    | Miglior attore bambino               | Haereul pum-eun dal            | Vincitore/trice |
| 2012 | MBC Drama Awards                          | Miglior attore bambino               | Haereul pum-eun dal, Bogosipda | Vincitore/trice |
| 2013 | Pierson Movie Festival                    | Miglior attore bambino               |                                | Vincitore/trice |
| 2013 | Style Icon Awards                         | Attore bambino quasi uomo            |                                | Vincitore/trice |
| 2013 | Korea Best Dresser Swan Awards            | Stella nascente                      |                                | Vincitore/trice |
| 2013 | Korean Culture and Entertainment Awards   | Miglior nuovo attore cinematografico | Hwayi – Gwimuleul samkin ai    | Vincitore/trice |
| 2013 | Korean Association of Film Critics Awards | Miglior nuovo attore                 | Hwayi – Gwimuleul samkin ai    | Vincitore/trice |
| 2013 | Blue Dragon Film Awards                   | Miglior nuovo attore                 | Hwayi – Gwimuleul samkin ai    | Vincitore/trice |
| 2014 | KOFRA Film Awards                         | Miglior nuovo attore                 | Hwayi – Gwimuleul samkin ai    | Vincitore/trice |
| 2014 | Baeksang Arts Awards                      | Miglior nuovo attore                 | Hwayi – Gwimuleul samkin ai    | Candidato/a     |